# Rechila

Animace politického vývoje na mapě Pyrenejského poloostrova za vlády krále Rechily.

Rechila (410? - 448) byl od roku 438 až do své smrti svébský král Galicie a také syn a nástupce svébského krále Hermericha. Jeho bratrem byl Hunimund. Nejvíce zdrojů z jeho života pochází od jeho současníka biskupa Hydatiuse, kronikáře Galicie.
Jeho otec Hermerich se své vlády kvůli nemoci vzdal ve prospěch svého syna v roce 438, na to v roce 441 zemřel. Rechila se snažil rozšířit království Svébů. V roce 438 porazil vandalského vůdce Andevotuse na řece Singillio (dnes Genil) a zmocnil se jeho kořisti. Rechila vedl na jihu Pyrenejského poloostrova úspěšnou válku proti vládcům Západořímské říše. Po jeho smrti se vlády ujal Rechiar